# Eloise Wellings
Eloise Wellings (née Poppett le 9 novembre 1982 à White Plains, État de New York) est une athlète australienne, spécialiste du demi-fond et du fond.
Elle représente l'Australie aux Jeux du Commonwealth de 2006, à ceux de 2010 à New Delhi et à ceux de Glasgow en 2014, ainsi qu'aux Jeux olympiques de 2012. Elle a remporté la médaille d'or du 5 000 m lors de l'Universiade d'été de 2003.